# Ed Bell
Ed Bell (* ca. 1905 in Alabama; † ca. 1960 in Alabama) war ein US-amerikanischer Blues-Musiker.

## Leben
Bell war Teil der Bluesszene in Greenville (Alabama), wo er bei lokalen Festen auftrat. 1927 nahm er eine erste Session für Paramount Records auf, darunter sein Debüt und heute bekanntestes Stück, den „Mamlish Blues“. 1930 nahm er noch einmal für Columbia Records auf. Während der Depression verkaufte Bell seine Gitarre und beendete seine Laufbahn als Musiker, um 1960 starb er.
Sein Gesangsstil war deutlich von den Field Hollers beeinflusst.

## Nachweise
- Robert Santelli, The Big Book Of Blues – A Biographical Encyclopedia, 1993, ISBN 0-14-015939-8, S. 26